# Ozodes
Ozodes is een kevergeslacht uit de familie van de boktorren (Cerambycidae). De wetenschappelijke naam van het geslacht werd voor het eerst geldig gepubliceerd in 1834 door Audinet-Serville.

## Soorten
Ozodes omvat de volgende soorten:
- Ozodes flavitarsis Gounelle, 1911
- Ozodes ibidiinus Bates, 1870
- Ozodes infuscatus Bates, 1870
- Ozodes malthinoides Bates, 1870
- Ozodes multituberculatus Bates, 1870
- Ozodes nodicollis Audinet-Serville, 1834
- Ozodes sexmaculatus Zajciw, 1967
- Ozodes xanthophasma Bates, 1872